# ファッションカンタータ from KYOTO
ファッションカンタータ from KYOTO（ファッションカンタータ フロム きょうと）は、ファッションショー。スポンサーは西日本旅客鉄道、京都駅ビル。